# Jack Stewart-Clark
Jack Stewart-Clark este un om politic britanic, membru al Parlamentului European în perioadele 1979-1984, 1984-1989, 1989-1994 și 1994-1999 din partea Regatului Unit.
1. ↑  John Stewart-Clark, 3rd Bt., The Peerage
2. 1 2 3 4 5 6  The Peerage
3. 1 2  Deputații în Parlamentul European